# N,N-Dimethyl-4-nitrosoanilin
N,N-Dimethyl-4-nitrosoanilin ist eine chemische Verbindung aus der Gruppe der Aniline.

## Gewinnung und Darstellung
N,N-Dimethyl-4-nitrosoanilin kann durch Nitrosierung von N,N-Dimethylanilin mit salpetriger Säure gewonnen werden.

## Eigenschaften
N,N-Dimethyl-4-nitrosoanilin ist ein kristalliner grüner geruchloser Feststoff, der schwer löslich in Wasser ist.

## Verwendung
N,N-Dimethyl-4-nitrosoanilin wird zusammen mit Imidazol verwendet, um die Bildung von Singulett-Sauerstoff in Zellen nachzuweisen. Es wird auch für organische Synthesen (zum Beispiel zur Herstellung von Farbstoffen und Vulkanisationsbeschleunigern) eingesetzt.
Es dient als Reagens zur Darstellung aromatischer Aldehyde in der Kröhnke-Reaktion.

## Sicherheitshinweise
Bei N,N-Dimethyl-4-nitrosoanilin ist eine Selbstentzündung möglich.